# Аделаида (имя)
Аделаи́да — женское имя Adelaide (фр. Adélaïde), французский вариант древнегерманского имени Адельгейда (Adalheid, Adelheid, Adelheidis), в котором два корня: adal (благородный, знатный) и heid (вид, род, образ). Таким образом, имя Адельгейда означает не что иное, как «благородная видом», «благородная происхождением» или же просто «благородство».
Сокращённой формой имени Аделаида является другое женское имя — Ида.

## Именины
- Католические: 5 февраля, 16 декабря

## Персоналии

### Имя
- Адельгейда из Филиха (970—1015) — католическая святая.
- Аделаида Аквитанская — 1-я королева Франции в 987—996 гг.
- Аделаида (Адельгейда) Бургундская — королева Италии и императрица Священной Римской империи, католическая святая.
- Аделаида Венгерская — жена Вратислава II.
- Аделаида Луиза Тереза Каролина Амелия Саксен-Мейнингенская — королева Соединённого Королевства Великобритании и Ирландии (королева-консорт) в 1830—1837 гг.
- Аделаида Нормандская — графиня Омальская в 1053—1080 гг.
- Аделаида Орлеанская — имя нескольких персон.
- Аделаида Савойская или Аделаида Морьенская — 9-я королева Франции в 1115—1137 гг.
- Аделаида Савонская — в первом браке третья жена Рожера I Сицилийского, во втором — третья жена короля Иерусалимского Балдуина I, мать Рожера II и регентша в годы его несовершеннолетия.

### Второе имя
- Виктория Аделаида Мария Луиза, королевская принцесса Великобритании — 9-я королева-консорт Пруссии в 1888 г., 2-я императрица-консорт Германской империи в 1888 г.
- Виктория Аделаида Шлезвиг-Гольштейн — герцогиня Саксен-Кобург-Готская в 1905—1918 гг.
- Генриетта Аделаида Савойская — курфюрстина-консорт Баварии в 1651—1676 гг.
- Мари Аделаида Терезия Хильда Антония Вильгельмина — великая герцогиня Люксембургская в 1912—1919 гг.
- Мария-Аделаида Люксембургская — люксембургская принцесса.
- Мария Аделаида Французская — французская принцесса из династии Бурбонов.